# Javornik, Štore
Javornik este o localitate din comuna Štore, Slovenia, cu o populație de 142 de locuitori.